# Hochstiftliches Brauhaus Fulda
Das Hochstiftliche Brauhaus Fulda (auch: Hochstift) mit Sitz in Fulda ist ein eigenständiger Teil einer von der Fuldaer Familie Klesper geführten Brauereigruppe. Neben dem Stammhaus Hochstiftliches Brauhaus Fulda gehören weitere Regionalbrauereien zu dem Brauereiverbund. Das Brauhaus ist eine Gesellschaft mit beschränkter Haftung und produziert jährlich ca. 60.000 Hektoliter Bier. Der Gesamtabsatz der Unternehmensgruppe beträgt jährlich ca. 250.000 Hektoliter.

## Geschichte

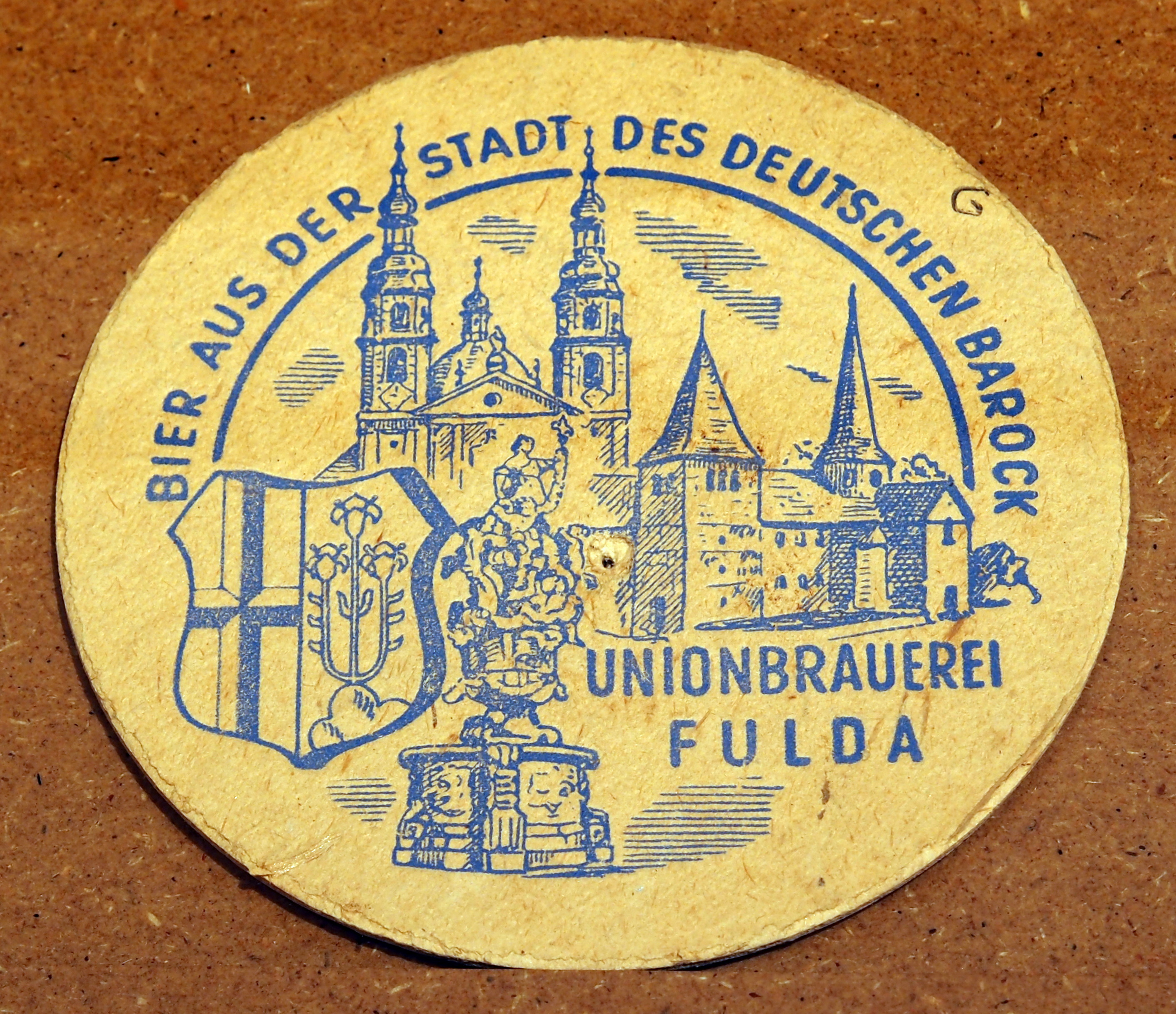

Infolge der französischen Revolution nahm der freie Wettbewerb seinen Anfang und vor Fulda entstanden neue Brauereien, sogenannte Felsenkeller. Vor der Stadt, um sich der Bevormundung durch diese zu entziehen und ohne behördliche Kontrolle Gersten brauen zu können. Der Schützenwirt Joseph Wißner erbaute im Jahre 1848 an der Leipziger Straße einen Felsenkeller mit Brauerei, Wohnhaus und Gartenwirtschaft – das heutige Hochstiftliche Brauhaus. Da der Brauereibegründer kinderlos verstarb, ging im April 1866 das Unternehmen in den Besitz von Friedrich Wilhelm Giesel, nach dem man die Gaststätte volkstümlich „Giesel´s Felsenkeller“ nannte. Dessen Schwiegersohn Joseph Schultheis übernahm die Gastwirtschaft mit dem Tod Giesels 1892.
Nach Giesels Tod ging das Anwesen 1892 an dessen Schwiegersohn Joseph Schultheis über. Dieser war bereits in erster Ehe mit der Tochter eines Brauereibesitzers in Löschenrod verheiratet, Anton Kramer, die nach dessen Tod von seiner Witwe geleitet wurde. Sein Sohn Pius Kramer leitete schließlich mit dem Schwiegersohn, dem Kaufmann Ludwig Klesper, das Unternehmen und diese beiden fusionierten schließlich ihres mit der Brauerei Schultheis. Die Fusion vollzog sich am 1. Oktober 1906, und 1907 wurde somit das erste Geschäftsjahr der „Unionbrauerei Fulda“.
Mit der Jahrhundertwende kamen durch die Eisenbahn auch auswärtige Biere auf den lokalen Markt, jedoch konnte die Brauerei ihren Bierausstoß erhöhen und 1911 zur Befriedigung der wachsenden Nachfrage das erste Auto, welches fünf Brauereipferde und drei Mann ersetzte, kaufen. Dieser Aufschwung wurde jedoch durch den Ersten Weltkrieg unterbrochen, was sich auch in der Nachkriegszeit mit der Inflation und der Weltwirtschaftskrise nicht besserte; jedoch wurde kurz vor Beginn des Zweiten Weltkrieges der Ausstoß wieder verbessert.
Zur Zeit des Zweiten Weltkrieges wurde der Braubetrieb durch zum Kriegsdienst eingezogene Mitarbeiter, Pferde und Lkw sehr beeinträchtigt und die Aufrechterhaltung des Betriebes durch einige übriggebliebene, ältere Mitarbeiter gelang nur schwerlich. Mit Ende des Krieges wurde der Betrieb beschlagnahmt und eine Coca-Cola-Abfüllstation eingerichtet. Diese Besetzung zog sich durch eine kurz vor dem Krieg neu errichtete und zu der Zeit hochmoderne Flaschenabfüllanlage im Vergleich mit anderen deutschen Brauereien lange hin. Doch Mitte 1947 konnte wieder gebraut werden, jedoch äußerte sich die Firma:

„Jetzt erst konnten wir die materiellen Verluste im Betrieb voll erkennen. Die Schäden aller Art und Diebstähle waren größer als man zunächst vermutete. Es dauerte daher einige Zeit, bis man die Brauerei wieder soweit hergerichtet hatte, daß am 29. Juli 1947 der erste Sud gemacht werden konnte. Zudem waren die Einbrüche in der Kundschaft, die in den zwei Jahren des Stillstands nicht beliefert werden konnten, schwerer zu beseitigen, als zunächst angenommen wurde.“

In den Nachkriegsjahren sank der Umsatz stark, da der Konsum in den Gaststätten aufgrund der allgemeinen Armut zurückging und die Leute andere, günstigere und teilweise auf dem Schwarzmarkt billig erstandene Getränke konsumierten. Des Weiteren musste an eine Betriebsschließung gedacht werden, nachdem über zehn Jahre mehrere Faktoren wie der Reparaturbedarf, die knappe Rohstofflage, das unzureichende Kapital sowie der Steuerdruck zusammenkamen. Mit der Herausnahme des Bierpreises aus der Preisbindung im Jahr 1952 kam dann jedoch der Aufschwung. Mit der Zeit wurden auch die technischen Anlagen modernisiert, so beispielsweise 1992, als eine neue Fassabfüllanlage installiert wurde oder 1995 mit der Einführung neuer zylindro-konischer Gärtanks. Des Weiteren kamen auch das Leergut betreffende Änderungen wie die Umstellung der bauchigen 0,5-l-Euroflasche auf die schlankere NRW-Flaschenform 1992 oder die Einführung der 0,33-l-Langhalsflasche 1996. Nachdem 1987 die Will-Bräu in Motten übernommen wurde, benannte man sich im Dezember 1993 um in das Hochstiftliche Brauhaus Fulda und kaufte Ende der 90er-Jahre die Brauerei Salch in Hammelburg, 1997 die Burgbrauerei Lauterbach und die Auerhahn-Brauerei in Schlitz und 2015 die Brauerei Alsfeld.

## Produkte
Die Brauerei produziert 7 Biersorten:
| Name          | Pils                       | Gold                    | Drive                       | Radler                    | Weizen             | Schwarzer Hahn             | Weihnachtsbier                    |
| ------------- | -------------------------- | ----------------------- | --------------------------- | ------------------------- | ------------------ | -------------------------- | --------------------------------- |
| Charakter     | frisch, spritzig, feinherb | schlank, spritzig, mild | spritzig, feinherb, schlank | fruchtig, frisch          | fruchtig, spritzig | malzaromatisch, mild       | vollmundig, würzig, mild          |
| Farbe         | golden, glanzfein          | golden, glanzfein       | golden, glanzfein           | hellgelb, glanzfein       | golden, hefetrüb   | bernsteinfarben, glanzfein | leicht bernsteinfarben, glanzfein |
| Typ           | klassisches Pilsner Bier   | klassisches Lagerbier   | alkoholfreies Schankbier    | Mischgetränk mit Limonade | Weizenbier         | -                          | -                                 |
| Gärtyp        | untergärig                 | obergärig               | untergärig                  |                           |                    |                            |                                   |
| Stammwürze    | 11,5 %                     | 10,8 %                  | 6,0 %                       | 10,8 %                    | 12,8 %             | 10,8 %                     | 12,5 %                            |
| Alkoholgehalt | 4,9 %                      | 4,8 %                   | 0 %                         | 2,6 %                     | 5,2 %              | 4,8 %                      | 5,6 %                             |

Zudem wird ein „Original Bayerisch Weizen alkoholfrei“ angeboten, das laut Herstellerseite 0 % Fett, 0 % Alkohol und mit 80 kJ/100 g (= 19 kcal/100 g) einen um 40 % geringeren physiologischen Brennwert hat.

## Weitere Brauereien im Verbund

### Hochstiftliches Brauhaus in Bayern
Zu den Besitztümern der Fuldaer Fürstbischöfe zählte ein Wirtshaus mit Braustätte, die Hochstiftliche Fuldische Amtsbrauerei im heutigen Motten.
1791 kaufte Johann Georg Will die „Fürstlich-Fuldische Amtsbrauerei nebst Wirtshaus“ aus dem Besitz des Fuldaer Hochstifts. Die Ortschaft Motten entstand erst später im Laufe der Zeit „rund um die Wirtschaft“. Das in Motten ansässige Brauhaus und dessen Hauptsorte sind bis heute als Will Bräu bekannt. 
1987 wurde die Braustätte durch das Hochstiftliche Brauhaus Fulda übernommen und firmiert als Hochstiftliches Brauhaus in Bayern GmbH & Co KG (Sitz: Brückenauer Straße 6, 97786 Motten). Die Geschäfte der Brauerei führen Ulrich Klesper und dessen Schwester Julia Malangre-Klesper. Hergestellt werden
- Pils: Will Pils deLuxe, Original Bayerisch Will Pilsner
- Lager: Original Bayerisch Helles
- Märzen: Original Bayerisch Festbier
- Malzbier: Original Bayerisch Malz
- Cola-Mix-Getränke: Original Spezi
- Lizenzabfüllungen: Libella

### Vogelsberger Landbrauereien
Die Produkte der heutigen Vogelsberger Landbrauereien GmbH (Sitz: Cent 8, 36341 Lauterbach) gehen zurück auf die Biere der früher in Schlitz ansässigen Auerhahn-Bräu, die Lauterbacher Burgbrauerei sowie die Alsfelder Brauerei. Die Geschäfte der Vogelsberger Landbrauereien führen Ulrich Klesper und dessen Schwester Ruth Herget-Klesper. Hergestellt werden unter dem Markennamen Vogelsberger
- Vogelsberger Schöppchen Helles 4,9 % alc., 11,6 % Stammwürze
- Vogelsberger Schöppchen Landweizen 5,4 % alc., 12,5 % Stammwürze
- Vogelsberger Schöppchen Naturradler 2,5 % alc.
- Vogelsberger Winterbier 5,3 % alc., 13,5 % Stammwürze

#### Lauterbacher Burgbrauerei
Auf das Jahr 1527 geht die Freiherrlich Riedeselsche Lauterbacher Burgbrauerei zurück, die als älteste Privatbrauerei Hessens gilt. 1894 wurde außerhalb der damaligen Stadtgrenzen ein Neubau mit Brauerei und Mälzerei an der Cent errichtet. 1984 wurde die Mälzerei eingestellt. 
1997 wurde die Lauterbacher Burgbrauerei (zusammen mit der seit 1968 zu ihr gehörenden Auerhahn-Bräu) durch das Hochstiftliche Brauhaus Fulda übernommen. Die Biere werden durch eine Bierkönigin mit zwei Prinzessinnen repräsentiert, die jährlich von der Bevölkerung gewählt und im Rahmen des Lauterbacher Prämienmarktes gekrönt werden. Hergestellt werden an der Braustätte in Lauterbach
- Lauterbacher Pils 4,9 % alc., 11,5 % Stammwürze
- Lauterbacher Erbpils 4,9 % alc., 11,6 % Stammwürze
- Lauterbacher Radler 2,5 % alc.
- Lauterbacher Alkoholfrei

#### Auerhahn Biere
Die Auerhahn Biere gehen auf das herrschaftliche Brauwesen der Schlitzer Grafen zurück. Urkundlich erstmals in 1585 erwähnt ist, dass in der Herrschaftsschenke in Sandlofs Herrschaftsbier gesiedet wurde. Aus Urkunden geht hervor, dass ab 1684 alle fünf Herrschaftsfamilien von Schlitz eigene Herrenschänken mit Braustätten (Vorderburg, Hallenburg, Hinterburg, Ottoburg und Schachtenburg) in der Stadt Schlitz betrieben. Die Besitztümer fielen später an die Hallenburger Linie und damit an den Hannoverschen Kammerpräsidenten Friedrich Wilhelm. 1721 wurde eine neue große Brauerei an der Schachtenburg errichtet, am Standort des alten Brauhauses. Die fünf kleinen Herrschaftsbrauereien wurden aufgegeben. Aufgrund von Erbaustreitigkeiten wurde die Brauerei 1967 an die Lauterbacher Burgbrauerei verkauft.
1997 wurde die Auerhahn Bräu durch das Hochstiftliche Brauhaus Fulda übernommen. Aufgrund baulicher und technischer Mängel wurde die Braustätte in Schlitz 1998 stillgelegt. Die Biere werden seither nach alten Rezepten in der Lauterbacher Burgbrauerei mitgebraut, aktuell sind dies
- Auerhahn Pils 4,9 % alc., 11,7 % Stammwürze
- Urhahn Helles Alt 4,9 % alc., 11,6 % Stammwürze (Helles Altbier nach „Kölscher“ Brauart)[3]

#### Alsfelder Biere
Die Ursprünge der Brauerei Alsfeld werden auf das Jahr 1858 zurückgeführt, als der jüdische Unternehmer Meyer Wallach den Braubetrieb von der Bäckerzunft übernahm, nachdem die Stadt ihr Brauhaus und das Braumonopol aufgegeben hatte. 1935 wurde die Brauerei in eine Genossenschaft umgewandelt. 1993 wurde sie zur Aktiengesellschaft mit einer Aktienmehrheit von Rhönsprudel. Mit der zweiten Insolvenz des zuletzt als Alsfelder Landbrauerei firmierenden Unternehmens ging die Marke Alsfelder an die Vogelsberger Landbrauerei über. Der Standort in der Grünberger Straße in Alsfeld gehört noch heute zu Rhönsprudel, von der die Vogelsberger Landbrauerei den bekannten „Brauereiturm“ gepachtet hat. Etwa alle zwei Wochen wird dort das Alsfelder Pils gebraut. Das fertige Bier wird nach Lauterbach transportiert und dort abgefüllt. Hergestellt werden heute noch zwei Alsfelder-Getränke:
- Pils: Alsfelder Pils
- Biermischgetränke: Alsfelder Radler

#### Klosterbrauerei Eschwege
Zum 1. Mai 2018 übernahmen die Vogelsberger Landbrauereien die Klosterbrauerei in Eschwege.

## Sonstiges
Die Brauerei ist Mitglied im Brauring, einer Kooperationsgesellschaft privater Brauereien aus Deutschland, Österreich und der Schweiz.